# Leichtathletik-Weltmeisterschaften 2022/Teilnehmer (Belize)
| Goldmedaillen | Silbermedaillen | Bronzemedaillen |
| ------------- | --------------- | --------------- |
| —             | —               | —               |

Der Leichtathletikverband von Belize nahm an den Leichtathletik-Weltmeisterschaften 2022 in Eugene mit einem Athleten teil.

## Ergebnisse

### Männer

#### Laufdisziplinen
| Athlet     | Disziplin | Qualifikation | Qualifikation | Vorlauf | Vorlauf | Halbfinale | Halbfinale | Finale | Finale |
| Athlet     | Disziplin | Zeit          | Platz         | Zeit    | Platz   | Zeit       | Platz      | Zeit   | Platz  |
| ---------- | --------- | ------------- | ------------- | ------- | ------- | ---------- | ---------- | ------ | ------ |
| Shaun Gill | 100 m     | 10,76 s       | 13            | 10,77 s | 53      | DNQ        | DNQ        | –      | –      |

## Einzelnachweis
1. ↑  Teilnehmerliste aller Athletinnen und Athleten mit Disziplin (englisch)